# Función hipergeométrica
(El término «función hipergeométrica» a veces se refiere a la función hipergeométrica generalizada. Para otras funciones hipergeométricas, ir a la sección Véase también)

Gráfico de la función hipergeométrica 2F1(a,b; c; z) con a=2 y b=3 y c=4 en el plano complejo de -2-2i a 2+2i con colores creados con la función de Mathematica 13.1 ComplexPlot3D

En matemáticas, la función hipergeométrica gaussiana u ordinaria 2F1 (a,b;c;z) es una función especial representada por la serie hipergeométrica, que incluye muchas otras funciones como casos especiales o límite. Es una solución de una ecuación diferencial ordinaria (EDO) lineal de segundo orden. Cada EDO lineal de segundo orden con tres puntos singulares regulares puede transformarse en esta ecuación.
Para obtener listas sistemáticas de algunos de los muchos miles de identidades publicadas que involucran la función hipergeométrica, consúltense los trabajos de referencia de Erdélyi et al. (1953) y Olde Daalhuis (2010). No hay un sistema conocido para organizar todas las identidades; de hecho, no se dispone de un algoritmo que pueda generar todas las identidades; aunque existen varios algoritmos diferentes que generan distintas series de identidades. La teoría del descubrimiento algorítmico de identidades sigue siendo un tema de investigación activo.

## Historia
El término serie hipergeométrica fue utilizado por primera vez por John Wallis en su libro de 1655 Arithmetica Infinitorum.
Las series hipergeométricas fueron estudiadas por Leonhard Euler, pero «el primer tratamiento sistemático completo» fue proporcionado por Carl Friedrich Gauss (1813).
Los estudios en el siglo XIX incluyeron los de Ernst Kummer (1836), así como la caracterización fundamental de la función hipergeométrica por medio de la ecuación diferencial que satisface, elaborada por Bernhard Riemann (1857).
Riemann demostró que la ecuación diferencial de segundo orden para 2F1 (z), examinada en el plano complejo, podría caracterizarse (en la esfera de Riemann) por sus tres singularidades regulares.
Los casos donde las soluciones son función algebraicas fueron encontrados por Hermann Amandus Schwarz (lista de Schwarz).

## La serie hipergeométrica
La función hipergeométrica está definida para |z| < 1 por la serie de potencias
{\displaystyle {}_{2}F_{1}(a,b;c;z)=\sum _{n=0}^{\infty }{\frac {(a)_{n}(b)_{n}}{(c)_{n}}}{\frac {z^{n}}{n!}}.}
No está definida (o tiende a infinito) si c es igual a un entero no positivo. Aquí (q) n es el símbolo de Pochhammer (ascendente), que se define por:
{\displaystyle (q)_{n}={\begin{cases}1&n=0\\q(q+1)\cdots (q+n-1)&n>0\end{cases}}}
La serie tiene un número finito de términos si a o b es un entero no positivo, en cuyo caso la función se reduce a un polinomio:
{\displaystyle {}_{2}F_{1}(-m,b;c;z)=\sum _{n=0}^{m}(-1)^{n}{\binom {m}{n}}{\frac {(b)_{n}}{(c)_{n}}}z^{n}.}
Para argumentos complejos z con |z| ≥ 1 puede ser analíticamente extendida en cualquier ruta en el plano complejo que evite los puntos de bifurcación 1 e infinito.
Como c → −m, donde m es un entero no negativo, 2F1(z) → ∞, pero si se divide por Γ(c), se obtiene el límite:
{\displaystyle \lim _{c\to -m}{\frac {{}_{2}F_{1}(a,b;c;z)}{\Gamma (c)}}={\frac {(a)_{m+1}(b)_{m+1}}{(m+1)!}}z^{m+1}{}_{2}F_{1}(a+m+1,b+m+1;m+2;z)}
2F1(z) es el tipo más habitual entre las series hipergeométricas generalizadas pFq, y a menudo se designa simplemente como F(z).

## Fórmulas de diferenciación
Usando la identidad {\displaystyle (a)_{n+1}=a(a+1)_{n}}, se demuestra fácilmente que
{\displaystyle {\frac {d}{dz}}\ {}_{2}F_{1}(a,b;c;z)={\frac {ab}{c}}\ {}_{2}F_{1}(a+1,b+1;c+1;z)}
y más generalmente,
{\displaystyle {\frac {d^{n}}{dz^{n}}}\ {}_{2}F_{1}(a,b;c;z)={\frac {(a)_{n}(b)_{n}}{(c)_{n}}}\ {}_{2}F_{1}(a+n,b+n;c+n;z)}
En el caso especial de que {\displaystyle c=a+1}, se tiene que
{\displaystyle {\frac {d}{dz}}\ {}_{2}F_{1}(a,b;a+1;z)={\frac {d}{dz}}\ {}_{2}F_{1}(b,a;a+1;z)={\frac {a((1-z)^{-b}-{}_{2}F_{1}(a,b;1+a;z))}{z}}}

## Casos especiales
Muchas de las funciones matemáticas comunes se pueden expresar en términos de la función hipergeométrica o como casos limitantes de la misma. Algunos ejemplos típicos son
{\displaystyle \ln(1+z)=z\ _{2}F_{1}(1,1;2;-z)}
{\displaystyle (1-z)^{-a}=\ _{2}F_{1}(a,1;1;z)}
{\displaystyle \arcsin(z)=z\ _{2}F_{1}{\bigl (}{\tfrac {1}{2}},{\tfrac {1}{2}};{\tfrac {3}{2}};z^{2}{\bigr )}}
La función hipergeométrica confluente (también llamada función de Kummer) se puede dar como un límite de la función hipergeométrica
{\displaystyle M(a,c,z)=\lim _{b\to \infty }{}_{2}F_{1}(a,b;c;b^{-1}z)}
por lo que todas las funciones que son esencialmente casos especiales de ella, como la función de Bessel, pueden expresarse como límites de funciones hipergeométricas. Estos casos incluyen la mayoría de las funciones comúnmente utilizadas en la física matemática.
Las funciones de Legendre son soluciones de una ecuación diferencial de segundo orden con 3 puntos singulares regulares, por lo que se pueden expresar en términos de la función hipergeométrica de muchas maneras, por ejemplo
{\displaystyle {}_{2}F_{1}(a,1-a;c;z)=\Gamma (c)z^{\tfrac {1-c}{2}}(1-z)^{\tfrac {c-1}{2}}P_{-a}^{1-c}(1-2z)}
Varios polinomios ortogonales, incluyendo los polinomios de Jacobi P(α,β)
n y sus casos especiales (los polinomios de Legendre, los polinomios de Chebyshov y los polinomios de Gegenbauer) se pueden escribir en términos de funciones hipergeométricas usando
{\displaystyle {}_{2}F_{1}(-n,\alpha +1+\beta +n;\alpha +1;x)={\frac {n!}{(\alpha +1)_{n}}}P_{n}^{(\alpha ,\beta )}(1-2x)}
Otros polinomios que son casos especiales incluyen los polinomios de Krawtchouk, los polinomios de Meixner y los polinomios de Meixner-Pollaczek.
Los j-invariantes a veces se pueden expresar como las funciones inversas de relaciones de funciones hipergeométricas cuyos argumentos a, b, c son 1, 1/2, 1/3, …, o 0. Por ejemplo, si
{\displaystyle \tau ={\rm {i}}{\frac {{}_{2}F_{1}{\bigl (}{\frac {1}{2}},{\frac {1}{2}};1;1-z{\bigr )}}{{}_{2}F_{1}{\bigl (}{\frac {1}{2}},{\frac {1}{2}};1;z{\bigr )}}}}
entonces
{\displaystyle z=\kappa ^{2}(\tau )={\frac {\theta _{2}(\tau )^{4}}{\theta _{3}(\tau )^{4}}}}
es una función modular elíptica de τ.
Las funciones beta Bx (p, q) están relacionadas por
{\displaystyle B_{x}(p,q)={\tfrac {x^{p}}{p}}{}_{2}F_{1}(p,1-q;p+1;x)}
Las integrales elípticas K y E vienen dadas por
{\displaystyle K(k)={\tfrac {\pi }{2}}\,_{2}F_{1}\left({\tfrac {1}{2}},{\tfrac {1}{2}};1;k^{2}\right)}
{\displaystyle E(k)={\tfrac {\pi }{2}}\,_{2}F_{1}\left(-{\tfrac {1}{2}},{\tfrac {1}{2}};1;k^{2}\right)}

## La ecuación diferencial hipergeométrica
La función hipergeométrica es una solución de la ecuación diferencial hipergeométrica de Euler
{\displaystyle z(1-z){\frac {d^{2}w}{dz^{2}}}+\left[c-(a+b+1)z\right]{\frac {dw}{dz}}-ab\,w=0.}
que tiene tres puntos singulares regulares: 0,1 y ∞. La generalización de esta ecuación a tres puntos singulares regulares arbitrarios viene dada por la ecuación diferencial de Riemann. Cualquier ecuación diferencial de segundo orden con tres puntos singulares regulares se puede convertir a la ecuación diferencial hipergeométrica mediante un cambio de variables.

### Soluciones en puntos singulares
Las soluciones a la ecuación diferencial hipergeométrica se construyen a partir de la serie hipergeométrica 2F1 (a, b; c; z). La ecuación tiene dos soluciones linealmente independientes. En cada uno de los tres puntos singulares 0, 1, ∞, hay generalmente dos soluciones especiales de la forma xs veces una función holomórfica de x, donde s es una de las dos raíces de la ecuación indicada y x es una variable local que se desvanece en el punto singular regular. Esto proporciona 3 × 2 = 6 soluciones especiales, de la siguiente manera.
Alrededor del punto z = 0, dos soluciones son independientes si c no es un entero no positivo,
{\displaystyle \,_{2}F_{1}(a,b;c;z)}
y, a condición de que c no sea un número entero,
{\displaystyle z^{1-c}\,_{2}F_{1}(1+a-c,1+b-c;2-c;z)}
Si c es un entero no positivo 1-m, entonces la primera de estas soluciones no existe y debe ser reemplazada por {\displaystyle z^{m}F(a+m,b+m;1+m;z).}. La segunda solución no existe cuando c es un número entero mayor que 1, y es igual a la primera solución, o su reemplazo, cuando c es cualquier otro entero. Entonces, cuando c es un número entero, se debe usar una expresión más complicada para una segunda solución, igual a la primera solución multiplicada por ln (z), más otra serie en potencias de z , involucrando a la función digamma (véase Olde Daalhuis (2010) para más detalles).
Alrededor de z = 1, si c - a - b no es un número entero, se tienen dos soluciones independientes
{\displaystyle \,_{2}F_{1}(a,b;1+a+b-c;1-z)}
y
{\displaystyle (1-z)^{c-a-b}\;_{2}F_{1}(c-a,c-b;1+c-a-b;1-z)}
Alrededor de z = ∞, si a - b no es un número entero, entonces se tienen dos soluciones independientes
{\displaystyle z^{-a}\,_{2}F_{1}\left(a,1+a-c;1+a-b;z^{-1}\right)}
y
{\displaystyle z^{-b}\,_{2}F_{1}\left(b,1+b-c;1+b-a;z^{-1}\right).}
Nuevamente, cuando las condiciones de no integralidad no se cumplen, existen otras soluciones que son más complicadas.
Cualquiera trío de las 6 soluciones anteriores satisface una relación lineal, ya que el espacio de soluciones es bidimensional, dando (6
3)= 20 relaciones lineales entre ellas llamadas fórmulas de conexión.

### Las 24 soluciones de Kummer
Una ecuación fuchsiana de segundo orden con n puntos singulares tiene un grupo de simetrías que actúan (proyectivamente) en sus soluciones, isomorfo al grupo de Coxeter Dn del orden n! 2n−1. Para la ecuación hipergeométrica n = 3, por lo que el grupo es de orden 24 y es isomorfo para el grupo simétrico en 4 puntos, y fue descrito por primera vez por Kummer. El isomorfismo con el grupo simétrico es accidental y no tiene análogos para más de 3 puntos singulares, y a veces es mejor pensar en el grupo como una extensión del grupo simétrico en 3 puntos (actuando como permutaciones de los 3 puntos singulares) por un grupo de Klein (cuyos elementos cambian los signos de las diferencias de los exponentes en un número par de puntos singulares). El grupo de Kummer de 24 transformaciones es generado por las tres transformaciones que toman una solución F(a, b; c; z) a una de
{\displaystyle (1-z)^{-a}F\left(a,c-b;c;{\tfrac {z}{z-1}}\right)}
{\displaystyle F(a,b;1+a+b-c;1-z)}
{\displaystyle (1-z)^{-b}F\left(c-a,b;c;{\tfrac {z}{z-1}}\right)}
que corresponden a las transposiciones (12), (23) y (34) bajo un isomorfismo con el grupo simétrico en 4 puntos 1, 2, 3, 4. (El primero y el tercero de estos son en realidad iguales a F(a,b;c;z) mientras que el segundo es una solución independiente a la ecuación diferencial).
Aplicando las transformaciones de 24 = 6 × 4 de Kummer a la función hipergeométrica da las soluciones 6 = 2 × 3 superiores correspondientes a cada uno de los 2 posibles exponentes en cada uno de los 3 puntos singulares, cada uno de los cuales aparece 4 veces debido a las identidades
{\displaystyle {}_{2}F_{1}(a,b;c;z)=(1-z)^{c-a-b}\,{}_{2}F_{1}(c-a,c-b;c;z)\ \ \ {\text{Transformación de Euler}}}
{\displaystyle {}_{2}F_{1}(a,b;c;z)=(1-z)^{-a}\,{}_{2}F_{1}(a,c-b;c;{\tfrac {z}{z-1}})\ \ \ {\text{Transformación de Pfaff}}}
{\displaystyle {}_{2}F_{1}(a,b;c;z)=(1-z)^{-b}\,{}_{2}F_{1}(c-a,b;c;{\tfrac {z}{z-1}})\ \ \ {\text{Transformación de Pfaff}}}

### Forma Q
La ecuación diferencial hipergeométrica puede introducirse en la forma Q
{\displaystyle {\frac {d^{2}u}{dz^{2}}}+Q(z)u(z)=0}
haciendo la sustitución w = uv y eliminando el término de la primera derivada. Se encuentra que
{\displaystyle Q={\frac {z^{2}[1-(a-b)^{2}]+z[2c(a+b-1)-4ab]+c(2-c)}{4z^{2}(1-z)^{2}}}}
y v está dada por la solución a
{\displaystyle {\frac {d}{dz}}\log v(z)=-{\frac {c-z(a+b+1)}{2z(1-z)}}=-{\frac {c}{2z}}-{\frac {1+a+b-c}{2(z-1)}}}
que es
{\displaystyle v(z)=z^{-c/2}(1-z)^{(c-a-b-1)/2}.}
La forma Q es significativa en su relación con la derivación Schwarziana (Hille, 1976, pp. 307–401).

### Mapas en triángulo de Schwarz
Las aplicaciones de triángulos de Schwarz o las funciones de Schwarz son proporciones de pares de soluciones.
{\displaystyle s_{k}(z)={\frac {\phi _{k}^{(1)}(z)}{\phi _{k}^{(0)}(z)}}}
donde k es uno de los puntos 0, 1, ∞. La notación
{\displaystyle D_{k}(\lambda ,\mu ,\nu ;z)=s_{k}(z)}
también se usa a veces. Téngase en cuenta que los coeficientes de conexión se convierten en transformaciones de Möbius en las aplicaciones de triángulos.
Téngase en cuenta que cada aplicación triangular es regular en z ∈ {0, 1, ∞} respectivamente, con
{\displaystyle s_{0}(z)=z^{\lambda }(1+{\mathcal {O}}(z))}
{\displaystyle s_{1}(z)=(1-z)^{\mu }(1+{\mathcal {O}}(1-z))}
y
{\displaystyle s_{\infty }(z)=z^{\nu }(1+{\mathcal {O}}({\tfrac {1}{z}})).}
En el caso especial de que λ, μ y ν son reales, con 0 ≤ λ, μ, ν < 1, lss s-aplicaciones son transformaciones conformes del semiplano superior H con triángulos en una esfera de Riemann, delimitado por arcos circulares. Esta aplicación es una generalización de la aplicación Schwarz-Christoffel a triángulos con arcos circulares. Los puntos singulares 0,1 y ∞ se envían a los vértices del triángulo. Los ángulos del triángulo son πλ, πμ y πν respectivamente.
Además, en el caso de λ = 1/p, μ = 1/q y ν = 1/r para los enteros p, q, r, entonces el triángulo recubre la esfera, el plano complejo o el semiplano superior según si λ + μ + ν - 1 es positivo, cero o negativo; y las s-aplicaciones son funciones inversas de la función automórfica para el grupo triangular 〈 p, q, r〉 = Δ (p, q, r).

### Grupo monodrómico
La monodromía de una ecuación hipergeométrica describe cómo las soluciones fundamentales cambian cuando se continúa analíticamente alrededor de las rutas en el plano z que regresan al mismo punto.
Es decir, cuando la ruta rodea una singularidad de 2F1, el valor de las soluciones en el punto final diferirá del punto de inicio.
Dos soluciones fundamentales de la ecuación hipergeométrica se relacionan entre sí mediante una transformación lineal; por lo tanto, la monodromía es una aplicación (homomorfismo de grupo):
{\displaystyle \pi _{1}(\mathbf {C} \setminus \{0,1\},z_{0})\to {\text{GL}}(2,\mathbf {C} )}
donde π1 es el grupo fundamental. En otras palabras, la monodromía es una representación lineal bidimensional del grupo fundamental. La monodromía de la ecuación es la imagen de esta aplicación, es decir, el grupo generado por las matrices de monodromía. La representación monodrómica del grupo fundamental se puede calcular explícitamente en términos de los exponentes en los puntos singulares. Si (α, α'), (β, β') y (γ, γ') son los exponentes en 0, 1 e ∞, entonces, tomando z0 cerca de 0, los bucles alrededor de 0 y 1 tienen matrices de monodromía
{\displaystyle g_{0}={\begin{pmatrix}e^{2\pi i\alpha }&0\\0&e^{2\pi i\alpha ^{\prime }}\end{pmatrix}}\,\,\,} y {\displaystyle \,\,\,g_{1}={\begin{pmatrix}{\mu e^{2\pi i\beta }-e^{2\pi i\beta ^{\prime }} \over \mu -1}&{\mu (e^{2\pi i\beta }-e^{2\pi i\beta ^{\prime })} \over (\mu -1)^{2}}\\e^{2\pi i\beta ^{\prime }}-e^{2\pi i\beta }&{\mu e^{2\pi i\beta ^{\prime }}-e^{2\pi i\beta } \over \mu -1}\end{pmatrix}},}
donde
{\displaystyle \mu ={\sin \pi (\alpha +\beta ^{\prime }+\gamma ^{\prime })\sin \pi (\alpha ^{\prime }+\beta +\gamma ^{\prime }) \over \sin \pi (\alpha ^{\prime }+\beta ^{\prime }+\gamma ^{\prime })\sin \pi (\alpha +\beta +\gamma ^{\prime })}.}
Si 1-a, c-a-b, a-b son números racionales no enteros con denominadores k, l, m; entonces el grupo monodrómico es finito si y solo si {\displaystyle 1/k+1/l+1/m>1} (véase lista de Schwarz o algoritmo de Kovacic).

## Fórmulas integrales

### Tipo de Euler
Si B es la función beta, entonces
{\displaystyle \mathrm {B} (b,c-b)\,_{2}F_{1}(a,b;c;z)=\int _{0}^{1}x^{b-1}(1-x)^{c-b-1}(1-zx)^{-a}\,dx\qquad \Re (c)>\Re (b)>0,}
siempre que z no sea un número real tal que sea mayor o igual que 1, y que pueda demostrarse expandiendo (1 - zx)−a usando el teorema binomial y luego integrando término por término para z con valor absoluto menor que 1, y por continuación analítica en otro lugar. Cuando z es un número real mayor que o igual a 1, se debe utilizar la continuación analítica porque (1 - zx) es cero en algún punto del soporte de la integral, por lo que su valor puede estar mal definido. Esto fue demostrado por Euler en 1748 e implica las transformaciones hipergeométricas de Euler y Pfaff.
Otras representaciones, correspondientes a otras ramas, se dan tomando el mismo integrando, pero siguiendo la ruta de integración como un ciclo de Pochhammer cerrado que encierra las singularidades en varios órdenes. Tales rutas corresponden a la acción de monodromía.

### Integral de Barnes
Barnes usó la teoría de residuos para evaluar la integral de Barnes
{\displaystyle {\frac {1}{2\pi i}}\int _{-i\infty }^{i\infty }{\frac {\Gamma (a+s)\Gamma (b+s)\Gamma (-s)}{\Gamma (c+s)}}(-z)^{s}\,ds}
como
{\displaystyle {\frac {\Gamma (a)\Gamma (b)}{\Gamma (c)}}\,_{2}F_{1}(a,b;c;z),}
donde se dibuja el contorno para separar los polos 0, 1, 2, …, de los polos -a, -a - 1,  …, -b, -b - 1,  …  . Esto es válido siempre que z no sea un número real no negativo.

### Transformada de John
La función hipergeométrica de Gauss se puede escribir como la transformada de John(Gelfand, Gindikin y Graev, 2003, 2.1.2).

## Relaciones contiguas de Gauss
Las seis funciones
{\displaystyle {}_{2}F_{1}(a\pm 1,b;c;z),\quad {}_{2}F_{1}(a,b\pm 1;c;z),\quad {}_{2}F_{1}(a,b;c\pm 1;z)}
se llaman contiguas a 2F1(a, b; c; z). Gauss demostró que 2F1(a, b; c; z) se puede escribir como una combinación lineal de dos de sus funciones contiguas, con coeficientes racionales en términos de a, b, c y z. Esto da
{\displaystyle {\begin{pmatrix}6\\2\end{pmatrix}}=15}
relaciones, dadas al identificar dos líneas en el lado derecho de
{\displaystyle {\begin{aligned}z{\frac {dF}{dz}}&=z{\frac {ab}{c}}F(a+,b+,c+)\\&=a(F(a+)-F)\\&=b(F(b+)-F)\\&=(c-1)(F(c-)-F)\\&={\frac {(c-a)F(a-)+(a-c+bz)F}{1-z}}\\&={\frac {(c-b)F(b-)+(b-c+az)F}{1-z}}\\&=z{\frac {(c-a)(c-b)F(c+)+c(a+b-c)F}{c(1-z)}}\end{aligned}}}
donde F = 2F1(a, b; c; z), F(a+) = 2F1(a + 1, b; c; z), y así sucesivamente. La aplicación repetida de estas relaciones proporciona una relación lineal con respecto a C(z) entre tres funciones de la forma
{\displaystyle {}_{2}F_{1}(a+m,b+n;c+l;z),}
donde m, n, y l son enteros.

### Fracción continua de Gauss
Gauss usó las relaciones contiguas para dar varias formas de escribir un cociente de dos funciones hipergeométricas como una fracción continua, por ejemplo:
{\displaystyle {\frac {{}_{2}F_{1}(a+1,b;c+1;z)}{{}_{2}F_{1}(a,b;c;z)}}={\cfrac {1}{1+{\cfrac {{\frac {(a-c)b}{c(c+1)}}z}{1+{\cfrac {{\frac {(b-c-1)(a+1)}{(c+1)(c+2)}}z}{1+{\cfrac {{\frac {(a-c-1)(b+1)}{(c+2)(c+3)}}z}{1+{\cfrac {{\frac {(b-c-2)(a+2)}{(c+3)(c+4)}}z}{1+{}\ddots }}}}}}}}}}}

## Fórmulas de transformación
Las fórmulas de transformación relacionan dos funciones hipergeométricas en diferentes valores del argumento z.

### Transformaciones lineales fraccionadas
La transformación de Euler es
{\displaystyle {}_{2}F_{1}(a,b;c;z)=(1-z)^{c-a-b}{}_{2}F_{1}(c-a,c-b;c;z).}
Se deduce al combinar las dos transformaciones de Pfaff
{\displaystyle {}_{2}F_{1}(a,b;c;z)=(1-z)^{-b}{}_{2}F_{1}\left(b,c-a;c;{\tfrac {z}{z-1}}\right)}
{\displaystyle {}_{2}F_{1}(a,b;c;z)=(1-z)^{-a}{}_{2}F_{1}\left(a,c-b;c;{\tfrac {z}{z-1}}\right)}
que a su vez se siguen de la representación integral de Euler. Para la extensión de las primeras y segundas transformaciones de Euler, véase Rathie y París (2007) y Rakha y Rathie (2011).

### Transformaciones cuadráticas
Si dos de los números 1 - c, c - 1, a - b, b - a, a + b - c, c - a - b son iguales o uno de ellos es 1/2, entonces existe una transformación cuadrática de la función hipergeométrica, que la conecta a un valor diferente de z relacionado por una ecuación cuadrática. Los primeros ejemplos fueron dados por Kummer (1836), y Goursat (1881) dio una lista completa. Un ejemplo típico es
{\displaystyle {}_{2}F_{1}(a,b;2b;z)=(1-z)^{-{\frac {a}{2}}}{}_{2}F_{1}\left({\tfrac {1}{2}}a,b-{\tfrac {1}{2}}a;b+{\tfrac {1}{2}};{\frac {z^{2}}{4z-4}}\right)}

### Transformaciones de orden superior
Si 1-c, a-b, a+b-c se diferencian por signos o dos de ellos son 1/3 o -1/3, entonces hay una transformación cúbica de la función hipergeométrica, conectándola a un valor diferente de z relacionado por una ecuación cúbica. Los primeros ejemplos fueron dados por Goursat (1881). Un ejemplo típico es
{\displaystyle {}_{2}F_{1}\left({\tfrac {3}{2}}a,{\tfrac {1}{2}}(3a-1);a+{\tfrac {1}{2}};-{\tfrac {z^{2}}{3}}\right)=(1+z)^{1-3a}\,{}_{2}F_{1}\left(a-{\tfrac {1}{3}},a;2a;2z(3+z^{2})(1+z)^{-3}\right)}
También hay algunas transformaciones de los grados 4 y 6. Las transformaciones de otros grados solo existen si a, b y c son ciertos números racionales (Vidunas, 2005). Por ejemplo,
{\displaystyle {}_{2}F_{1}\left({\tfrac {1}{4}},{\tfrac {3}{8}};{\tfrac {7}{8}};z\right)(z^{4}-60z^{3}+134z^{2}-60z+1)^{1/16}={}_{2}F_{1}\left({\tfrac {1}{48}},{\tfrac {17}{48}};{\tfrac {7}{8}};{\tfrac {-432z(z-1)^{2}(z+1)^{8}}{(z^{4}-60z^{3}+134z^{2}-60z+1)^{3}}}\right).}

## Valores en puntos especialesz
Consúltese Slater (1966, Appendix III) para obtener una lista de fórmulas de suma en puntos especiales, la mayoría de los cuales también aparecen en Bailey (1935).Gessel y Stanton (1982) proporciona más evaluaciones en más puntos.Koepf (1995) muestra cómo la mayoría de estas identidades pueden ser verificadas por algoritmos de computadora.

### Valores especiales enz=1
El teorema de Gauss, llamado así por Carl Friedrich Gauss, es la identidad
{\displaystyle {}_{2}F_{1}(a,b;c;1)={\frac {\Gamma (c)\Gamma (c-a-b)}{\Gamma (c-a)\Gamma (c-b)}},\qquad \Re (c)>\Re (a+b)}

### Otros puntos
Hay muchas otras fórmulas que dan la función hipergeométrica como un número algebraico con valores racionales especiales de los parámetros, algunos de los cuales se enumeran en Gessel y Stanton (1982) y Koepf (1995). Algunos ejemplos típicos vienen dados por
{\displaystyle {}_{2}F_{1}\left(a,-a;{\tfrac {1}{2}};{\tfrac {x^{2}}{4(x-1)}}\right)={\frac {(1-x)^{a}+(1-x)^{-a}}{2}},}
que puede ser reformulado como
{\displaystyle T_{a}(\cos x)={}_{2}F_{1}\left(a,-a;{\tfrac {1}{2}};{\tfrac {1}{2}}(1-\cos x)\right)=\cos(ax)}
siempre que -π < x < π y T sean los polinomios de Chebyshov (generalizados).